# Phtheochroa decipiens
Phtheochroa decipiens es una especie de polilla de la familia Tortricidae. La envergadura es de 14–18 mm. Se han registrado vuelos en adultos de junio a agosto.
La larva se alimenta de las especies Berberis.

## Distribución
Se encuentra en Rusia (el sur de Montes Urales, el Cáucaso), Siria, Asia Central e Irán.